# Ribena
Ribena [raɪˈbiːnə] ist ein Erfrischungsgetränk auf der Basis von schwarzen Johannisbeeren, das mit Wasser (mit und ohne Kohlensäure) gemischt wird. Es ist in Flaschen, Dosen und Mehrfachpackungen erhältlich. Die ursprünglich aus Großbritannien stammende Marke wurde vom britischen Pharmaunternehmen GlaxoSmithKline (GSK) hergestellt, bis sie 2013  für 1,35 Milliarden Pfund an den japanischen Getränkehersteller Suntory verkauft wurde.

## Geschichte
Die Marke genoss ursprünglich einen guten Ruf als gesundes Produkt für Kinder, da sie während des Zweiten Weltkriegs von der britischen Regierung als Vitamin-C-Zusatz an Kinder verteilt wurde. Beecham, ein Unternehmen, das seit 2000 zu GSK gehört, kaufte die Marke 1955 und entwickelte zahlreiche Softdrink-Versionen. Eine Reihe von Skandalen in den 2000er Jahren, bei denen es um den Vitamin-C-Gehalt, den Zuckergehalt und den tatsächlichen Fruchtanteil einiger Marken ging, schadete dem Ruf der Marke als gesundes Produkt. 2007 musste GSK dann aufgrund irreführender Werbung 154.784 USD (217.500 NZD) Strafe zahlen. Bis 2013 wurde die Marke weithin als Softdrink angesehen.

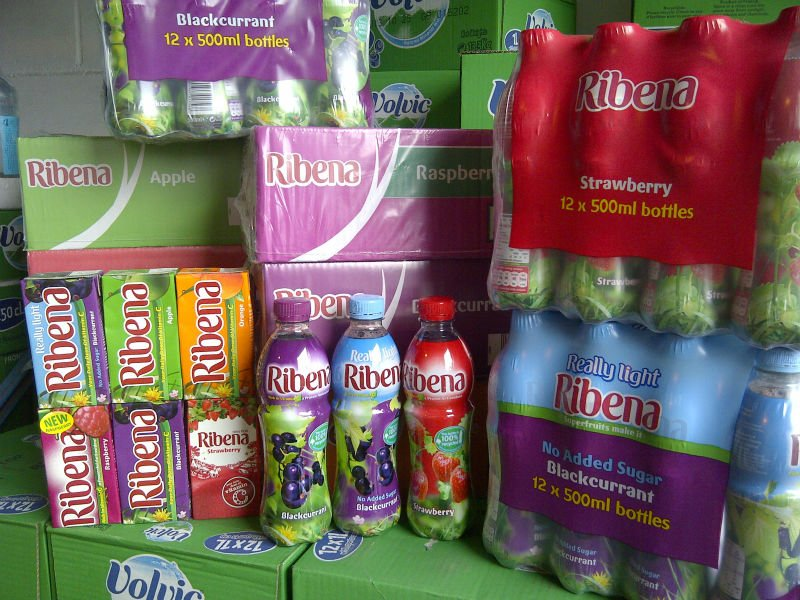
Eine Auswahl an Ribena-Produkten

Im Jahr 2013 lag der weltweite Jahresumsatz bei rund 500 Millionen Pfund. Im selben Jahr verkaufte GSK Ribena und eine weitere Verbraucherlinie, Lucozade, für 1,35 Milliarden Pfund an den japanischen multinationalen Konzern Suntory. Im April 2018 wurde im Vereinigten Königreich als Reaktion auf die Einführung einer Steuer auf zuckerhaltige Getränke durch die britische Regierung die langjährige Rezeptur von Ribena durch den Zusatz von künstlichen Süßungsmitteln geändert.